# گریزلی فلاس (کالیفرنیا)
گریزلی فلاس (به انگلیسی: Grizzly Flats) یک منطقهٔ مسکونی در ایالات متحده آمریکا است که در شهرستان ال دورادو، کالیفرنیا واقع شده‌است. گریزلی فلاس ۱۷٫۱۶۹ کیلومتر مربع مساحت و ۱٬۰۶۶ نفر جمعیت دارد و ۱٬۱۷۹ متر بالاتر از سطح دریا واقع شده‌است.